# Andrea Lucchesi
Andrea Lucchesi, také psán Luchesi, (23. května 1741 Motta di Livenza – 21. března 1801 Bonn) byl italský hudební skladatel.

## Život
Andrea Lucchesi se narodil v městečku Motta di Livenza, nedaleko Trevisa jako jedenácté dítě Pietra Luchese a Cateriny Gottardiové. Vyrůstal v rodném městě a základní hudební vzdělání získal od svého bratra Mattea, který byl knězem, učitelem a varhaníkem. V roce 1757 přišel do Benátek. Podpora benátského šlechtice Joseppa Morosiniho mu umožnila studovat u vynikajících benátských hudebníků. Jeho učiteli byli Gioacchino Cocchi, Padre Paolucci, Giuseppe Saratelli, Domenico Gallo, Ferdinando Bertoni a Baldassare Galuppi. Jeho kariéra se rychle vyvíjela. Byl zkušebním komisařem varhaníků (1761) a sám se v roce 1764 stal varhaníkem v kostele Nejsvětějšího spasitele (Chiesa di San Salvador). Komponoval skladby pro cembalo a varhany, instrumentální díla a chrámovou a divadelní hudbu. Rovněž komponoval skladby pro slavnostní příležitosti. Jako uznávaný varhanní virtuóz byl zván i mimo Benátky. Např. účinkoval při příležitosti inaugurace nových varhan v bazilice sv. Antonína v Padově.
Jako operní skladatel debutoval v roce 1765 operou L'isola della fortuna v divadle Teatro San Samuele, která byla ještě v témže roce uvedena i ve dvorním divadle (Hoftheater) ve Vídni. Když v roce 1771 navštívili Itálii Leopold Mozart a Wolfgang Amadeus Mozart, setkali se s Andreou Lucchesim a obdrželi darem jeho koncert pro cembalo, který pak Leopold využíval k pedagogickým účelům.
Na pozvání kolínského arcibiskupa Maximiliana Friedricha von Königsegg-Rothenfelse přicestoval v roce 1771 do Bonnu, aby zvýšil úroveň arcibiskupovy dvorní kapely. Po smrti Ludwiga van Beethovena staršího (dědečka Ludwiga van Beethovena), dosavadního kapelníka, byl Lucchesi v roce 1774 jmenován oficiálním dvorním kapelníkem. Členem orchestru byl např. český skladatel Antonín Rejcha a v letech 1781–1782 i Ludwig van Beethoven.
V roce 1775 se v Bonnu i oženil. Jeho manželkou se stala Anthonetta Josepha d'Anthoin, dcera arcibiskupova kancléře. Měl dvě dcery a čtyři syny. Maximilian Friederich (* 1775) a M. Jakob Ferdinand (* 1777) se stali rovněž hudebníky. S výjimkou kratšího pobytu v Benátkách v letech 1783–1784, žil pak v Bonnu až do své smrti v roce 1801, ačkoliv jeho zaměstnání skončilo vpádem Napoleonových vojsk v roce 1794.

## Dílo

### Opery
- L'isola della fortuna, dramma giocosa (libreto Giovanni Bertati, 1765, Benátky, Teatro San Samuele)
- Le donne sempre donne, dramma giocosa (libreto Pietro Chiari, 1767, Benátky, Teatro San Moisè)
- Il matrimonio per astuzia, dramma giocosa (1771, Benátky, Teatro San Benedetto)
- L'inganno scoperto ovvero Il conte Caramella, dramma giocoso (libreto Carlo Goldoni, 1773, Bonn)
- L'improvisata ossia La galanteria disturbata, azione comica teatrale (1773/74, Bonn)
- Ademira, opera seria (libreto Ferdinando Moretti, 1784, Benátky, Teatro San Benedetto)
- L'amore e la misericordia guadagnano il giuoco, komická opera (libreto Domenico Friggeri, 1794, Pasov)

### Duchovní skladby
- Sacer trialogus (oratorium, 1768)
- Passione di N.S. Gesù Cristo (oratorium, text Metastasio, 1776), su testo da
- Salve Regina (1765-67)
- Stabat Mater (1770)
- Miserere per soli, coro e orchestra (1770)
- Requiem (1771)
- Messa e vespro per la festa della concezione di Maria vergine a Verona (1770)
- 4 mše (1775)
- Te Deum per soprano, alto e orchestra (1768)

### Instrumentální hudba
- 12 sonát známých jako Raccolta Donelli (1764)
- 6 sonatin a 8 divertiment pro cembalo
- 2 sonáty pro varhany
- Hudba ke slavnosti sv. Rocca v Benátkách (1769)
- Serenata per il duca di Brunswick (1764)
- 10 symfonií
- Sonata in fa 'per il cimbalo'
- 6 sonát pro cembalo s doprovodem houslí, op.1 (Bonn, 1772)
- 3 Sinfonie op. 2 (Bonn,1773)
- 2 koncerty pro cembalo (Bonn,1773)
- Sonata facile pro housle a cembalo (1796)

### Jiné skladby
- Cantata per il duca di Württemberg (1767)
- Arlequin déserteur devenu magicien ou Le Docteur mari idéal, balet (1774, Bonn)
- Die Liebe für das Vaterland, Musik zum Prolog (1783, Frankfurt nad Mohanem)
- Cantata per l'elezione a vescovo dell'Arciduca Max Franz (1785)